# Hypnophila girottii
Hypnophila girottii is een slakkensoort uit de familie van de Azecidae. De wetenschappelijke naam van de soort is voor het eerst geldig gepubliceerd in 1978 door Esu.